# Bernadette Lange
Bernadette Lange (née Bernadette Thérèse David le 21 avril 1923 à Paris 17e et morte le 13 janvier 1978 à Saint-Gratien) est une actrice, metteuse en scène et pédagogue française.

## Biographie
Bernadette Lange commence sa carrière d'actrice au théâtre et participe notamment à la création de Sodome et Gomorrhe de Jean Giraudoux, en 1943 au Théâtre Hébertot, aux côtés d'Edwige Feuillère, de Gérard Philipe et de Lucien Nat, dans une mise en scène de Georges Douking. Citons également l'adaptation du Journal d'Anne Frank, en 1957 au Théâtre Montparnasse, avec Pascale Audret personnifiant Anne Frank, ainsi que la reprise en 1961, au Théâtre des Mathurins, de l'adaptation par Albert Camus du roman de William Faulkner Requiem pour une nonne, avec Tatiana Moukhine et Michel Maurette.
Elle se consacre aussi à la mise en scène et dispense des cours d'art dramatique.
Au cinéma, elle contribue à seulement sept films français, les six premiers sortis dans les années 1950, le dernier sorti en 1979, l'année suivant sa mort. Mentionnons Knock de Guy Lefranc (1951, avec Louis Jouvet dans le rôle-titre) et Premier mai de Luis Saslavsky (1958, où elle est l'épouse d'Yves Montand).
Elle participe également à de nombreuses pièces radiophoniques sous la houlette de Pierre Billard et Germaine Beaumont dans le programme Les Maîtres du Mystère, et Mystère-mystère entre 1962 et 1973.
À la télévision enfin, entre 1959 et 1977, elle collabore à cinq séries (dont Les Cinq Dernières Minutes et Messieurs les jurés), deux feuilletons et un téléfilm.

## Filmographie

### Cinéma
- 1950 : L'Invité du mardi de Jacques Deval : Flo, la prostituée
- 1951 : Knock de Guy Lefranc : Mariette
- 1951 : Adhémar ou le Jouet de la fatalité de Fernandel : Clémentine de la Medalana, dite « Mandarine »
- 1956 : Si tous les gars du monde de Christian-Jaque : Mme Le Guellec
- 1958 : Premier mai de Luis Saslavsky : Thérèse Meunier, la femme de Jean
- 1959 : Ce corps tant désiré de Luis Saslavsky
- 1979 : Le Point douloureux de Marc Bourgeois

### Télévision
Séries, sauf mention contraire.
- 1956 : Une enquête de l'inspecteur Ollivier de Marcel Cravenne, épisode Le Chemin du canal
- 1959 : Les Cinq Dernières Minutes, épisode Sans en avoir l'air de Claude Loursais : Germaine Gourgeon
- 1967 : série Le Tribunal de l'impossible - Épisode La Bête du Gévaudan d'Yves-André Hubert : Marie (femme de Châteauneuf)
- 1968 : série Le Tribunal de l'impossible - Épisode Qui hantait le presbytère de Borley ? d'Alain Boudet
- 1970 : Rendez-vous à Badenberg, feuilleton de Jean-Michel Meurice
- 1972 : Les Sanglots longs, téléfilm de Jean-Paul Carrère
- 1974 : Malaventure (saison unique), épisode Monsieur Seul
- 1976 : Messieurs les jurés, émission L'Affaire Craznek
- 1977 : Bonsoir chef (saison unique) : Marthe Chevroux
- 1977 : Ne le dites pas avec des roses, feuilleton de Gilles Grangier

## Théâtre
Pièces jouées à Paris, comme actrice, sauf mention contraire.
- 1943 : Sodome et Gomorrhe de Jean Giraudoux, mise en scène de Georges Douking, avec Edwige Feuillère, Lucien Nat, Lise Delamare, Jean Lanier, Gérard Philipe (Théâtre Hébertot)
- 1944 : Et délivrez-nous du mal de Jacques de Montalet, mise en scène de Jean Valcourt (Studio des Champs-Élysées)
- 1948 : Le Sang clos de René Maurice-Picard, mise en scène de Georges Vitaly, avec Jacqueline Morane, Louis Arbessier (Théâtre de la Huchette)
- 1957 : Le Journal d'Anne Frank (The Diary of Anne Frank), adaptation par Frances Goodrich et Albert Hackett du Journal d'Anne Frank, adaptation française de Georges Neveux, mise en scène de Marguerite Jamois, avec Pascale Audret, Michel Etcheverry, Gilberte Géniat (Théâtre Montparnasse)
- 1959 : Soleil de minuit de Claude Spaak, avec Marc Cassot, Jacques Herlin, Alain Nobis, Julien Verdier, Andrée Tainsy (Théâtre du Vieux Colombier)
- 1960 : Les Quatre Mars de René Barell, mise en scène de Jean-Paul Cisife, avec Mary Marquet, Madeleine Clervanne, Colette Castel (Théâtre Molière, Bruxelles)
- 1961 : Requiem pour une nonne, adaptation par Albert Camus du roman éponyme de William Faulkner, avec Tatiana Moukhine, Michel Maurette, Catherine Sellers, Paul Guers (Théâtre des Mathurins)
- 1961 : Football de Pol Quentin et Georges Bellak, mise en scène de Michel Fagadau, avec Jacques Richard, Claude Brasseur, Jacques Santi, Serge Rousseau, Henri Poirier (Théâtre de la Gaîté-Montparnasse)
- 1961 : Noir sur blanc de Brice Parain, mise en scène de Raymond Gérôme, avec Raymond Gérôme, André Saint-Luc (Théâtre des Mathurins)
- 1967 : L'alcove tue de Luce Berthommé (Café-théâtre La Microthèque - metteuse en scène)
- 1975 : La Petite Mécanique de Robert Pouderou (Café-théâtre des Halles Le Fanal - metteuse en scène)
- 1977 : Électre (Ἠλέκτρα - Êléktra) de Sophocle, adaptation et mise en scène de Jacques Mauclair (Théâtre du Marais)